# Ghosts (kortfilm)
Ghosts är en amerikansk kortfilm från 1996 där Michael Jackson spelar fem roller. Filmens manus är skrivet av Jackson och skräckförfattaren Stephen King och är regisserad av regissören och experten på specialeffekter Stan Winston. Filmen kan också kan klassificeras som en lång musikvideo. Den släpptes på VHS och Video CD den 9 maj 1997.

## Handling
Filmen handlar om Maestro som innehar övernaturliga krafter, och tvingas ut ur en liten stad av några innevånare med en arrogant borgmästare i spetsen. Låtarna i filmen togs från Michael Jacksons album: HIStory och Blood on the Dance Floor.

## Rollista i urval
- Michael Jackson - Maestro
- Pat Dade - Pat
- Amy Smallman - Amy
- Edwina Moore - Edwina
- Yasiin Bey - Dante
- Seth Smith - Seth
- Kendall Cunningham - Kendall
- Loren Randolph - Loren
- Heather Ehlers - Heather